# Hemiceras
Hemiceras är ett släkte av fjärilar. Hemiceras ingår i familjen tandspinnare.

## Bildgalleri

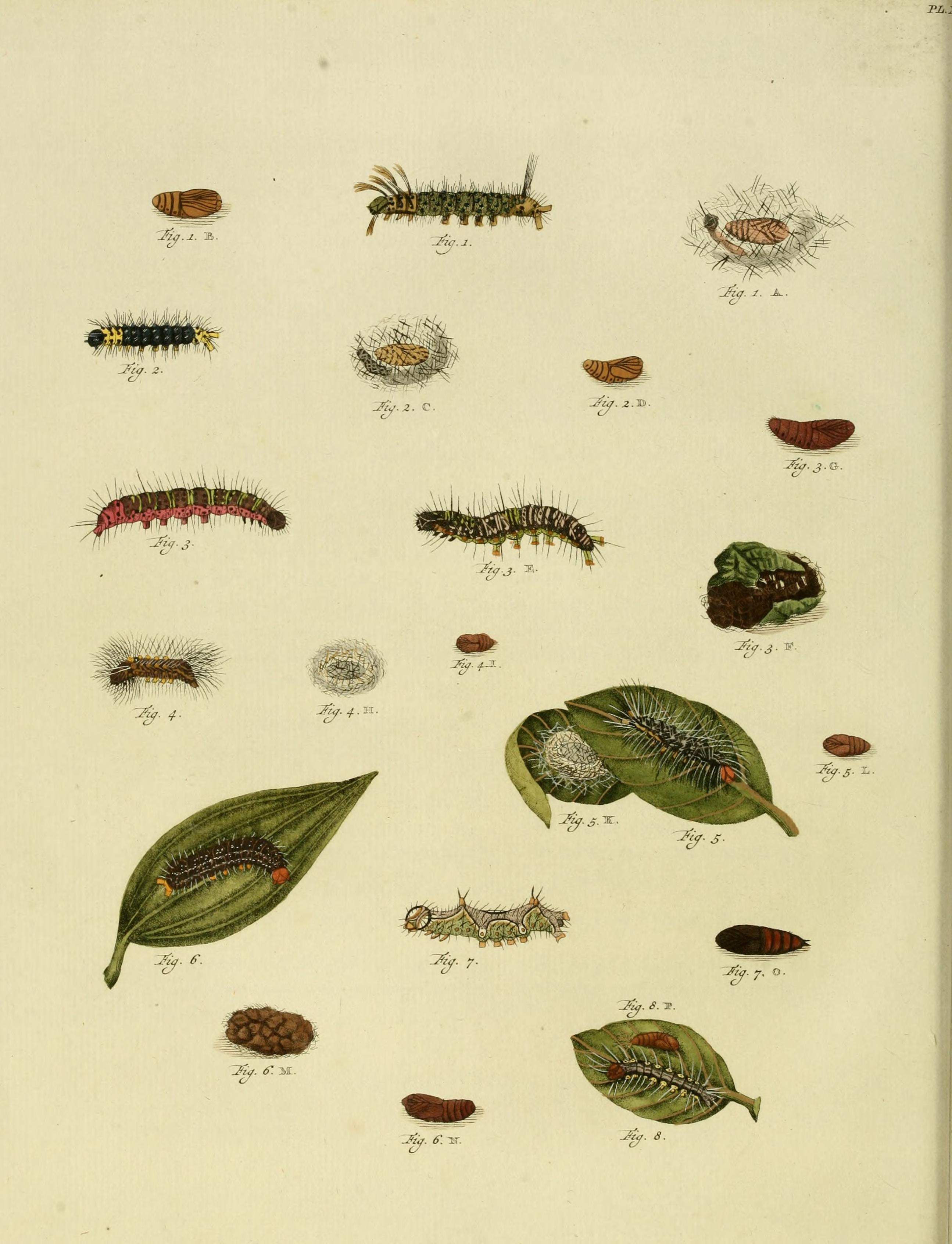
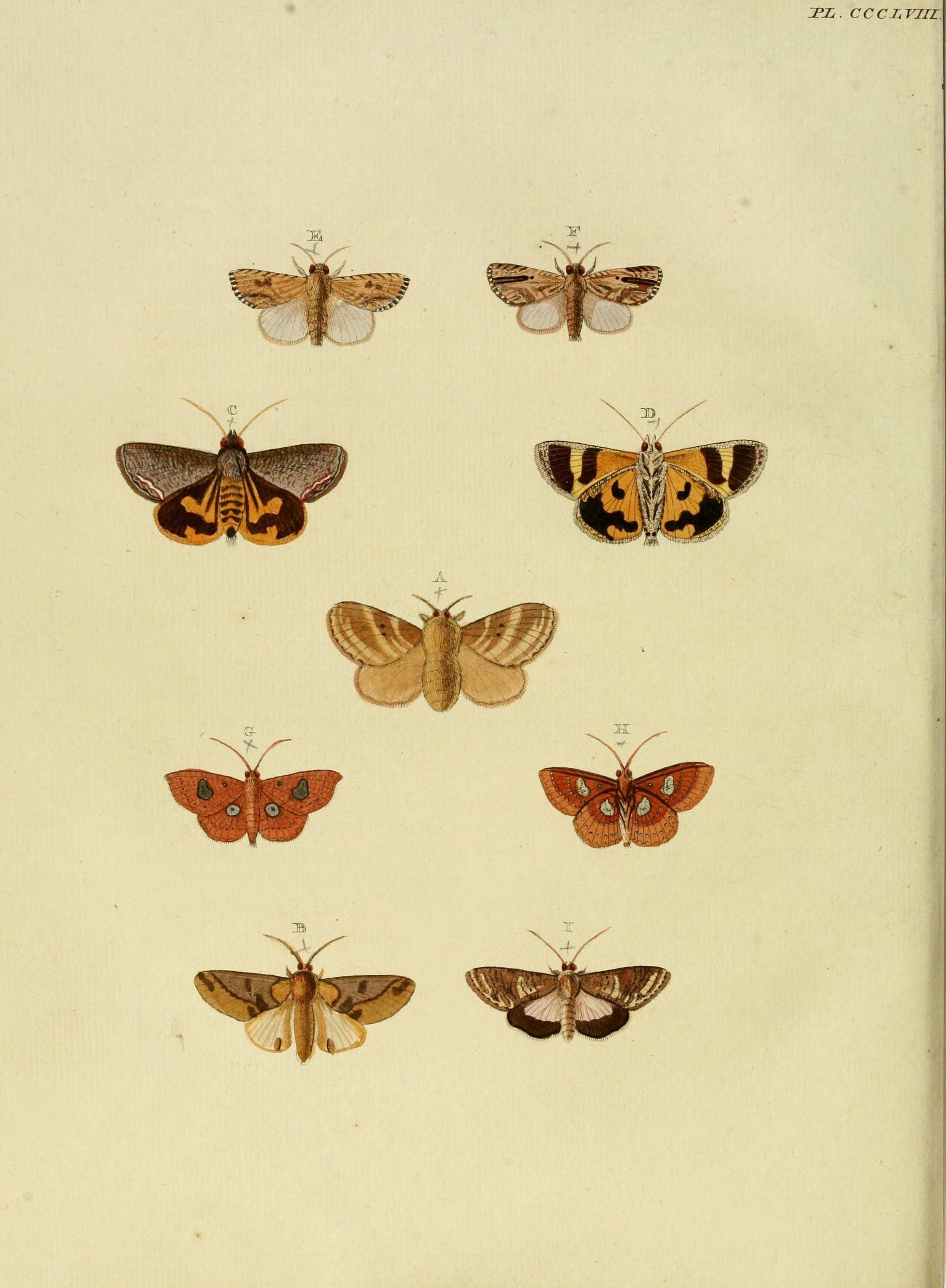

## Dottertaxa tillHemiceras, i alfabetisk ordning[1]
- Hemiceras aena
- Hemiceras affinis
- Hemiceras alba
- Hemiceras albescens
- Hemiceras albisignata
- Hemiceras albulana
- Hemiceras amanda
- Hemiceras amazonica
- Hemiceras anemicus
- Hemiceras angulata
- Hemiceras angulinea
- Hemiceras ania
- Hemiceras arbogasta
- Hemiceras aroensis
- Hemiceras astigma
- Hemiceras avangareza
- Hemiceras barina
- Hemiceras beata
- Hemiceras benica
- Hemiceras bilinea
- Hemiceras brunnea
- Hemiceras bucklei
- Hemiceras buscki
- Hemiceras cabnala
- Hemiceras cadmia
- Hemiceras cadmioides
- Hemiceras cadoca
- Hemiceras calaonis
- Hemiceras canosparsa
- Hemiceras carmelita
- Hemiceras casiaclara
- Hemiceras castanea
- Hemiceras castaneoides
- Hemiceras cayaba
- Hemiceras cayennensis
- Hemiceras ceiba
- Hemiceras celia
- Hemiceras chabila
- Hemiceras chavin
- Hemiceras chromona
- Hemiceras cinescens
- Hemiceras cinnoma
- Hemiceras clarki
- Hemiceras climaca
- Hemiceras coatina
- Hemiceras colombia
- Hemiceras colorata
- Hemiceras commentica
- Hemiceras congrua
- Hemiceras consobrina
- Hemiceras conspirata
- Hemiceras constellata
- Hemiceras corema
- Hemiceras cotto
- Hemiceras crassa
- Hemiceras daguana
- Hemiceras daguensis
- Hemiceras dentata
- Hemiceras deornata
- Hemiceras domingonis
- Hemiceras draudti
- Hemiceras dyari
- Hemiceras echo
- Hemiceras egregia
- Hemiceras elphega
- Hemiceras emerillonarum
- Hemiceras eustalhia
- Hemiceras evanescens
- Hemiceras flava
- Hemiceras flavescens
- Hemiceras flavorufa
- Hemiceras francina
- Hemiceras furina
- Hemiceras gemina
- Hemiceras geraesa
- Hemiceras gigas
- Hemiceras gortynoides
- Hemiceras guera
- Hemiceras hidulpha
- Hemiceras illucens
- Hemiceras imitans
- Hemiceras indigna
- Hemiceras indistans
- Hemiceras jacksoni
- Hemiceras jejuna
- Hemiceras joinvillia
- Hemiceras jophona
- Hemiceras jovita
- Hemiceras kartabena
- Hemiceras kearfotti
- Hemiceras latior
- Hemiceras laurentina
- Hemiceras lepida
- Hemiceras leucospila
- Hemiceras levana
- Hemiceras liboria
- Hemiceras lilacina
- Hemiceras linea
- Hemiceras lissa
- Hemiceras longipennis
- Hemiceras losa
- Hemiceras lotula
- Hemiceras manora
- Hemiceras maronita
- Hemiceras meona
- Hemiceras metallescens
- Hemiceras metastigma
- Hemiceras mezata
- Hemiceras micans
- Hemiceras modesta
- Hemiceras monegonda
- Hemiceras mora
- Hemiceras moresca
- Hemiceras muscosa
- Hemiceras mutoca
- Hemiceras nebulosa
- Hemiceras nigrescens
- Hemiceras nigricosta
- Hemiceras nigrigutta
- Hemiceras nigriplaga
- Hemiceras nivosa
- Hemiceras noctifer
- Hemiceras nubilata
- Hemiceras nupera
- Hemiceras obliquicola
- Hemiceras obliquilenea
- Hemiceras obliquiplaga
- Hemiceras ochrospila
- Hemiceras oleaginea
- Hemiceras olivenca
- Hemiceras ovalis
- Hemiceras pagana
- Hemiceras pallidula
- Hemiceras panamensis
- Hemiceras perbrunnea
- Hemiceras pernubila
- Hemiceras phocas
- Hemiceras piccolata
- Hemiceras plana
- Hemiceras plusiata
- Hemiceras pohli
- Hemiceras postica
- Hemiceras poulsoni
- Hemiceras praxides
- Hemiceras princeps
- Hemiceras proximata
- Hemiceras pulverula
- Hemiceras punctata
- Hemiceras punctilla
- Hemiceras quebra
- Hemiceras rava
- Hemiceras ravula
- Hemiceras refuga
- Hemiceras reyburni
- Hemiceras romani
- Hemiceras rosteria
- Hemiceras rufescens
- Hemiceras rufula
- Hemiceras ruizi
- Hemiceras sabis
- Hemiceras saron
- Hemiceras satelles
- Hemiceras scalata
- Hemiceras semililacea
- Hemiceras serana
- Hemiceras sericilinea
- Hemiceras sericita
- Hemiceras serrata
- Hemiceras siderea
- Hemiceras singula
- Hemiceras singuloides
- Hemiceras soso
- Hemiceras sparsipennis
- Hemiceras splendens
- Hemiceras stigmata
- Hemiceras stigmatica
- Hemiceras striata
- Hemiceras striolata
- Hemiceras stupida
- Hemiceras subdigna
- Hemiceras subochraceum
- Hemiceras tabona
- Hemiceras taperinha
- Hemiceras teffea
- Hemiceras timea
- Hemiceras torva
- Hemiceras transducta
- Hemiceras trapezina
- Hemiceras tricolora
- Hemiceras trinubila
- Hemiceras triopas
- Hemiceras tristana
- Hemiceras truncata
- Hemiceras tulola
- Hemiceras turiafa
- Hemiceras turnina
- Hemiceras undilinea
- Hemiceras unimacula
- Hemiceras ursara
- Hemiceras walkeri
- Hemiceras variegata
- Hemiceras vecina
- Hemiceras velva
- Hemiceras vinicosta
- Hemiceras vinosa
- Hemiceras vinvala
- Hemiceras violascens
- Hemiceras yuntasa
- Hemiceras zula